# 库维利亚斯-德洛斯奥特罗斯
库维利亚斯-德洛斯奥特罗斯（西班牙語：Cubillas de los Oteros）是西班牙卡斯蒂利亚-莱昂莱昂省的一个市镇。 总面积13平方公里，总人口211人（001年），人口密度16人/平方公里。